# Apocalipsis 9
Apocalipsis 9 es el noveno capítulo del Libro del Apocalipsis o Apocalipsis de Juan en el Nuevo Testamento de la  Biblia cristiana. El libro se atribuye tradicionalmente a Juan el Apóstol, pero la identidad exacta del autor sigue siendo un punto de debate académico. En este capítulo se tocan las dos siguientes trompetas de ángeles, tras el toque de las cuatro primeras trompetas en Apocalipsis 8. Estas dos trompetas y la trompeta final, que suena en Apocalipsis 11, se denominan a veces las «trompetas del ay».

## Texto
El texto original fue escrito en griego koiné. Este capítulo está dividido en 21 Versículos.

### Testigos textuales
Algunos manuscritos antiguos que contienen el texto de este capítulo son, entre otros:.
- Papiro 115 (ca. 275 d. C.; Versículos existentes 1-5, 7-16, 18-21)
- Papiro 47 (siglo III)
- Papiro 85 (siglo IV; se conservan los Versículos 19-21)
- Códice Sinaítico (330-360)
- Codex Alexandrinus (400-440)
- Codex Ephraemi Rescriptus (ca. 450; se conservan los Versículos 17-21)

## La quinta trompeta (9:1-11)

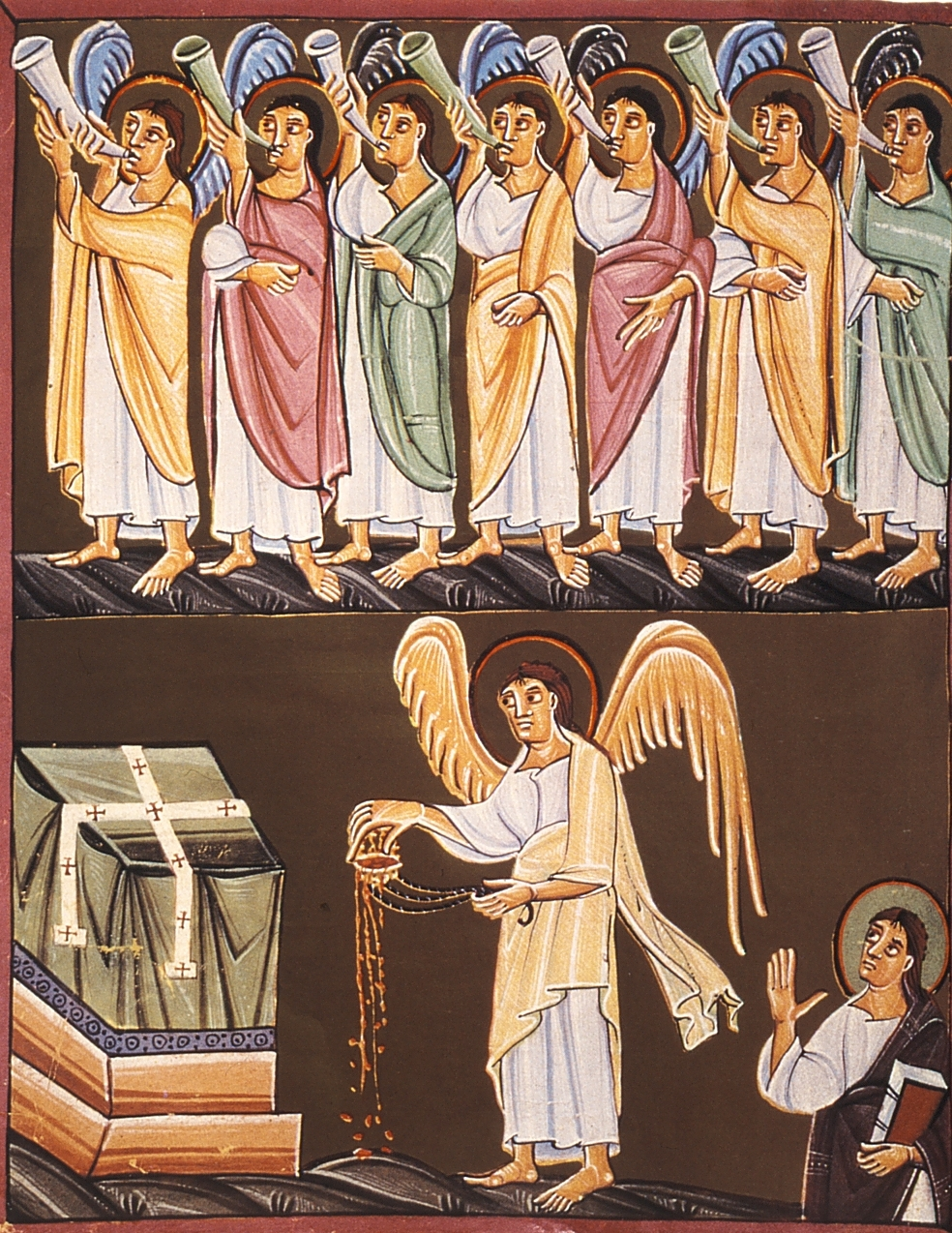
Los siete ángeles con siete trompetas, y el ángel con un incensario, del Apocalipsis de Bamberg.